# 城巴37X線
城巴37X線是香港一條港島市區巴士路線，由城巴有限公司營運，於1998年8月24日起投入服務，逢星期一至六早上繁忙時間循環來往置富花園及金鐘。37X線離開置富花園後先途經薄扶林道及山道天橋前往中上環，抵達金鐘後再途經灣仔、香港仔隧道、黃竹坑及香港仔返回置富花園。在此路線提供服務期間，途經西營盤的城巴37B線並不會提供服務。

## 歷史
中華汽車（中巴）的專營權於1998年9月1日不獲延續，運輸署原計劃於當日把中巴旗下來往置富花園及金鐘的537線直接交予城巴有限公司營運。不過，城巴把537線改組為全新平日早上繁忙時間路線「37X」，並以「使乘客能夠熟習新安排」為由，提前把37X線安排在8月24日起投入服務，而537線則繼續營運至中巴最後一個服務日。和當時全日服務的城巴37B線不同，37X線往金鐘方向途經薄扶林道後，駛上山道天橋直達上環，不經德輔道西及中環碼頭，回程往置富花園的走線則與37B線相同。
2001年7月3日起，37X線改為只提供由置富花園單向前往金鐘（東）巴士總站的服務，不提供返回置富的班次。惟由2003年4月14日起，此路線再度恢復循環運作，重設返回置富的服務，以取代37B線平日早上的服務，並與其他途經薄扶林道的城巴路線提供轉乘優惠。雖然此路線取代了37B線平日早上的服務，惟37B與37X線在《路線表令》中被視為兩條獨立路線，彼此互不隸屬。2018年3月26日起，城巴在此路線引入實時抵站時間查詢服務。

## 服務時間及班次
37X線所有班次均於置富花園開出，並於星期一至六（公眾假期除外）早上繁忙時間提供服務，列表如下：
| 置富花園開 | 置富花園開   | 置富花園開   |
| 日期       | 服務時間     | 班次（分鐘） |
| ---------- | ------------ | ------------ |
| 星期一至五 | 06:00－07:00 | 20           |
| 星期一至五 | 07:00－08:28 | 10－15       |
| 星期一至五 | 08:28－09:08 | 7－10        |
| 星期一至五 | 09:08－10:00 | 13           |
| 星期六     | 06:00－10:00 | 15－20       |

## 收費
37X線的全程收費為$6.1，並設有12歲以下小童及65歲或以上長者半價優惠，當中60歲－64歲香港居民、65歲或以上長者與合資格殘疾人士如以指定八達通繳付此線的車資，均可享有長者及合資格殘疾人士公共交通票價優惠計劃提供的$2票價優惠。乘客登車時需以現金或八達通卡繳付車資，不設找贖；而每位成人乘客可免費帶同最多兩名四歲以下而且不佔座位的兒童乘車。此外，乘客亦可使用指定電子支付工具繳付車資，使用此支付方式的乘客可享有與其他城巴獨營路線或聯營線城巴班次之轉乘優惠，惟不適用於與非城巴路線之轉乘優惠，乘客亦不能享有「公共交通費用補貼計劃」及「長者及合資格殘疾人士公共交通票價優惠計劃」。
37X線沿途單向分段收費如下：
| 上車地點＼落車地點     | 金鐘   | 置富花園 |
| ---------------------- | ------ | -------- |
| 瑪麗醫院起             | $5.4   | 不適用   |
| 港澳碼頭起             | 不適用 | $6.1     |
| 香港仔隧道巴士轉乘站起 | $3.9   |          |

### 轉乘優惠
37X線往金鐘方向與停靠薄扶林道近瑪麗醫院的日間常規巴士路線（不包括機場巴士路線）設有免費或補差價之雙向轉乘優惠（即由其他路線轉乘37X線往金鐘方向或由37X線往金鐘方向轉乘其他路線均可享有優惠），轉乘地點位於薄扶林道瑪麗醫院巴士站。該優惠只適用於使用八達通或指定電子支付工具繳付車資且首程於瑪麗醫院前登車並轉乘相同方向的巴士路線（不適用於同一路線）的乘客。
37X線往置富花園方向與途經香港仔隧道的港島市區日間常規巴士路線設有免費或補差價之雙向轉乘優惠（即由其他路線轉乘37X線往置富花園方向或由37X線往置富花園方向轉乘其他路線均可享有優惠），轉乘地點位於香港仔隧道巴士轉乘站。該優惠只適用於使用八達通或指定電子支付工具繳付車資且首程於香港仔隧道巴士轉乘站前登車並轉乘相同方向的巴士路線（不適用於同一路線）的乘客。

## 用車
37X線現時主要用車為富豪B9TL 11.3米（95XX）。

## 行車路線

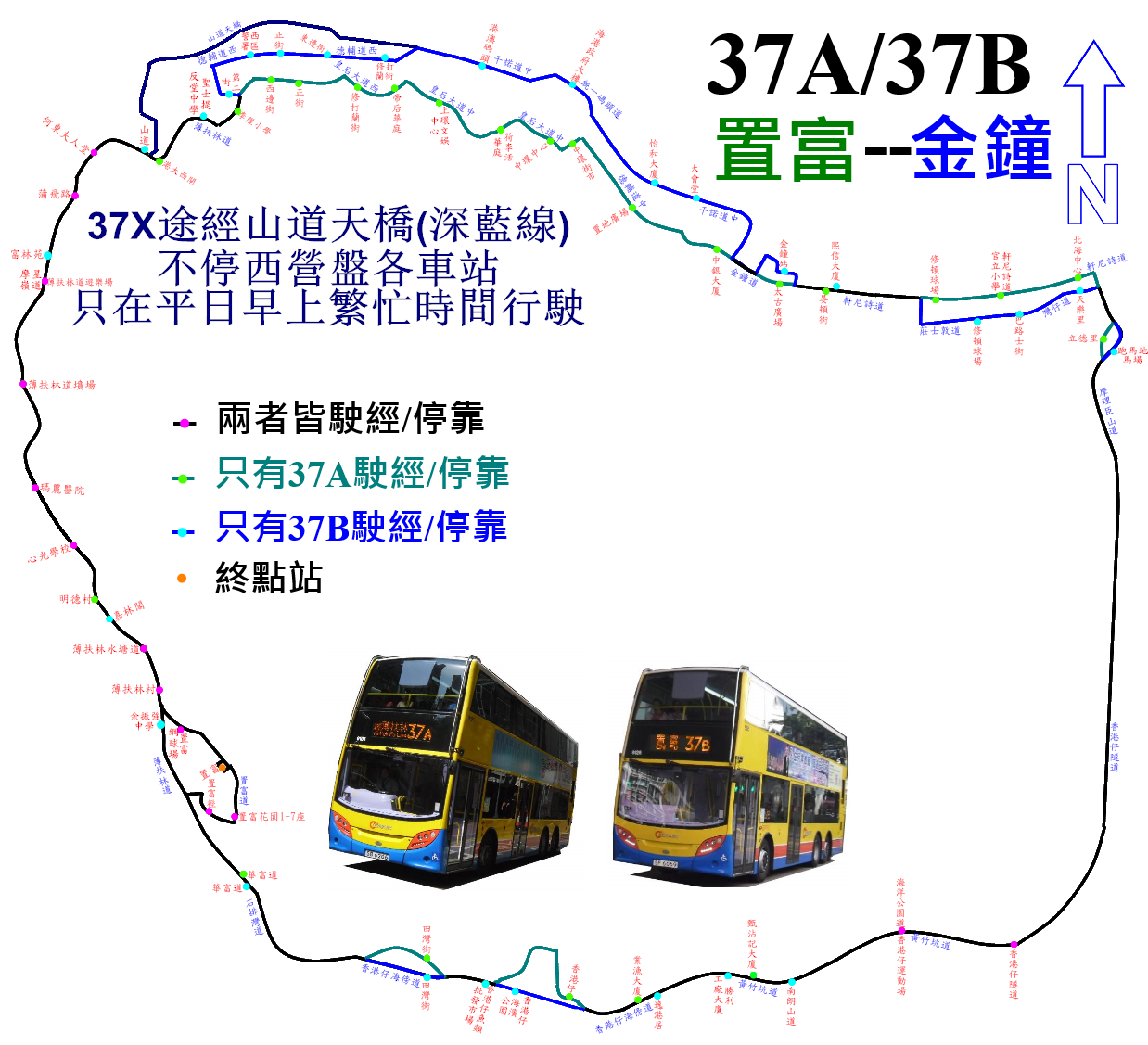
37系列路線的走線圖，藍線表示只有37B線駛經，而深藍線則表示37X駛經的路段

37X線所有班次均由置富花園開出，途經置富道、利牧徑、薄扶林道、山道天橋、干諾道西、干諾道中、民吉街、統一碼頭道、民吉街、干諾道中、夏慤道、紅棉路、金鐘道、添馬街、德立街、金鐘（東）巴士總站、樂禮街、金鐘道、軒尼詩道、分域街、莊士敦道、灣仔道、摩理臣山道、黃泥涌道、香港仔隧道、黃竹坑道、香港仔海傍道、石排灣道、薄扶林道及置富道折返置富花園，具體停站請參考資訊框。

## 使用狀況
港鐵港島綫西延於2014年通車前，37X線最繁忙半小時的平均載客率為86%，惟在通車後的2015年1月份的下跌至67%，其後在3月錄得的數據為61%。而在港鐵南港島綫2016年通車前，37X線在繁忙時段最繁忙半小時在最高載客點平均載客率為75.8%，而在通車後的2017年2月則為87.9%，惟整體客量較通車前下跌9.5%。

### 書籍
- 容偉釗. . BSI HOBBIES(HK). : 97. ISBN 9628414666 （中文（香港））.

### 其他參考資料
1. 1 2 3 4 5  . 城巴有限公司.   [2024-07-08]. （原始内容存档于2024-06-23） （中文（香港））.
2. ↑  . 明報. 1998-02-18  [2023-03-04]. （原始内容存档于2016-04-09） （中文（香港））.
3. ↑   (新闻稿). 城巴有限公司. 1998-08-04  [2024-07-08]. 原始内容存档于1999-03-02 （中文（香港））.
4. ↑   (新闻稿). 香港特別行政區政府新聞公報. 1998-08-21  [2024-07-08]. （原始内容存档于2021-12-02） （中文（香港））.
5. ↑  香港特別行政區政府憲報. . 1999年第78號法律公告: B442. 1999-03-23  [2024-07-08]. （原始内容存档于2024-07-12） （中文（香港））.
6. ↑   (新闻稿). 城巴有限公司.   [2024-07-08]. 原始内容存档于2001-08-27 （中文（香港））.
7. ↑   (新闻稿). 城巴有限公司. 2003-04-11  [2024-07-08]. 原始内容存档于2003-04-12 （中文（香港））.
8. ↑  . 運輸署.   [2024-07-08]. 原始内容存档于2003-08-20 （中文（香港））.
9. 1 2  香港立法會.  (PDF). 2023年第132號法律公告: B1992. 2023-07-01  [2024-02-26]. （原始内容存档 (PDF)于2023-12-11） （中文（香港））.
10. ↑   (PDF) (新闻稿). 城巴有限公司, 新世界第一巴士服務有限公司. 2018-03-26  [2024-07-09]. （原始内容存档 (PDF)于2024-07-12） （中文（香港））.
11. ↑  . 城巴有限公司.   [2022-06-01]. （原始内容存档于2022-05-14） （中文（香港））.
12. ↑   (PDF). 城巴有限公司.   [2023-07-14]. （原始内容存档 (PDF)于2023-07-01） （中文（香港））.
13. ↑  . 城巴有限公司.   [2024-01-17]. （原始内容存档于2024-01-15） （中文（香港））.
14. ↑  . 城巴有限公司.   [2024-07-08]. （原始内容存档于2024-06-09） （中文（香港））.
15. ↑  . 城巴有限公司.   [2024-07-10]. （原始内容存档于2024-07-12） （中文（香港））.
16. ↑  容偉釗. . BSI HOBBIES(HK). 2023-07: 160. ISBN 9628414232 （中文（香港））.
17. ↑   (PDF) (报告). 中西區區議會屬下交通及運輸事務委員會文件2/2015號. 2015-01  [2023-05-12]. （原始内容存档 (PDF)于2022-06-22） （中文（香港））.
18. ↑   (PDF) (报告). 中西區區議會屬下交通及運輸事務委員會文件19/2015號. 2015-04  [2023-05-12]. （原始内容存档 (PDF)于2023-05-12） （中文（香港））.
19. ↑   (PDF) (报告). 南區區議會屬下交通及運輸事務委員會文件7/2017號. 2017-03  [2024-07-12]. （原始内容存档 (PDF)于2023-11-22） （中文（香港））.